# 仮面の男
『仮面の男』（かめんのおとこ、The Man in the Iron Mask）は、1998年製作のアメリカ映画。アレクサンドル・デュマの『ダルタニャン物語』をベースに、ルイ14世と鉄仮面伝説、老いた三銃士の復活と活躍、王妃とダルタニアンの秘めた恋を描いた歴史娯楽活劇である。

## ストーリー
1662年のフランス。かつてルイ13世の下で勇名を馳せたアラミス、アトス、ポルトスの三銃士は現役を退き、彼らと友情を交わしたダルタニアンは銃士隊長としてルイ14世に仕えていた。しかし、ルイは戦争によって国力を疲弊させ、貧困に喘ぐ国民を顧みず浪費を続け、忠誠の対象となるには、ほど遠い国王だった。そんな中、ルイはアラミスを呼び出し、「反乱を指揮するイエズス会の指導者を探し出して暗殺しろ」と命令する。
同じ頃、アトスは息子ラウルが銃士隊に入隊し、王宮の園遊会で恋人のクリスティーヌに婚約を申し込む話に幸せを感じていた。しかし、園遊会で、クリスティーヌの美貌に惹かれたルイは、クリスティーヌを手に入れるためにラウルに出陣命令を出す。憤慨するアトスだったが、ダルタニアンの「国王に考えを変えていただく」という説得で怒りを納める。しかし、ルイは約束を破り、ラウルを最前線へ送り込む。後日、ラウル戦死の知らせを受けたアトスは悲嘆に暮れ、剣を手に王宮へ乗り込むが、ダルタニアンと銃士隊に阻止される。ラウル戦死の報を受け取ったクリスティーヌはルイ14世に宮廷へ呼び出しを受ける。病身の母親と妹のために、クリスティーヌはルイ14世の愛を受け入れ、国王の愛妾となる。
アラミスは、教会地下墓地にアトス、ポルトス、ダルタニアンの三人を呼び出し、「ルイを国王の座から下ろし、新国王に入れ替える事に協力して欲しい」と打ち明ける。アトスとポルトスは協力を承諾するが、ダルタニアンはルイ14世への忠誠の誓いを貫くと言って申し出を断る。
アラミス、アトス、ポルトスは、海上の監獄に向かい、鉄仮面を装着した囚人を助け出す。アラミスの隠れ家で囚人の鉄仮面をはずすと、ルイと瓜二つの容姿が現れた。アラミスは男の正体を語る。男はルイの双子の弟フィリップであり、生まれてすぐに存在を隠されて16年間人里離れた屋敷で育てられ、6年前にルイ14世の命令を受けたアラミスによって鉄仮面を装着させられ幽閉されたのだ、と。アラミスはルイとフィリップを入れ替える計画を打ち明けるが、アトスとポルトスは、「不可能だ、失敗すればフィリップの命がない」と反対する。フィリップも突然のことに戸惑うが、アトスの「我々は、ずっと王の名に値する国王に仕える夢を持っていた。息子にも同じ夢を持たせた。息子が死んだことが無意味ではなかったかどうかを知りたい。その答を出せるのはあなただけだ」という告白を聞き、フランス国王になることを決意する。同じ頃、戦死したラウルからの手紙を受け取ったクリスティーヌは、病気の母妹のためにルイの愛妾になった自分を責める。
フィリップが獄中死したという知らせを受け取り礼拝堂で嘆くアンヌ太后は、司祭のアラミスから「私の罪(双子のフィリップを牢獄に投獄した事)が、神により、もうすぐ正される」と告げられ、希望を抱く。
三銃士から剣術、乗馬、ダンス、国王の立ち振る舞いを仕込まれたフィリップは、アラミス、アトス、ポルトスとともに王宮の仮面舞踏会に紛れ込み、秘密の通路を通ってルイと入れ替わることに成功する。仮面舞踏会でルイと入れ替わったフィリップと再会したアンヌ太后は、すぐに我が子であると気づき、ひっそり涙する。そこにクリスティーヌが現れ、ルイが前線の将軍に命令してラウルを謀殺させたと泣き叫ぶ。フィリップはクリスティーヌに償うことを約束するが、普段の傲慢な態度とは違って他者を気遣う「ルイ14世」に不信を抱いたダルタニャンは、銃士隊に宮殿内の通路を封鎖するよう命令する。
アトス、アラミス、ポルトスは捕縛したルイを連れて地下水道からボートで脱出しようとするが、銃士隊に見つかり戦闘になる。三銃士は脱出するが、フィリップが脱出に失敗して捕まってしまう。ルイは三銃士を殺すようにダルタニアンに命令し、フィリップに再び鉄仮面を装着させてバスティーユ牢獄に幽閉する。同じ頃、絶望したクリスティーヌがルイの部屋の真上から飛び降り首を吊って自殺した。
パリの街は、三銃士を探す兵隊であふれていた。三銃士は地下墓地に逃げ込み、そこでダルタニャンが残した手紙を見つける。手紙にはフィリップの居場所はバスティーユ牢獄だと書かれていた。三人は銃士時代の制服を身にまといバスティーユに向かう。一方、ダルタニアンも太后アンヌに別れを告げて単身バスティーユ牢獄に向かった。銃士隊副官アンドレから、ダルタニアンがバスティーユへ向かったという報告を受けたルイも、銃士隊を率いてバスティーユへ向かう。
フィリップを牢獄の檻から無事に助け出した三銃士は、脱出しようとする。が、駆け付けたダルタニアンから牢獄が包囲されたことを告げられる。直後にルイが銃士隊を率いて牢獄通路に乗り込み、ダルタニアンや三銃士と激しい戦闘になる。5人は、ルイ率いる銃士隊に追い詰められ、ルイから降伏するように命令される。フィリップは自分の命と引き換えに彼らの助命を試みようとするが、ダルダニアンから、「我が子の命は差し出せない。あなたの母上を今でも愛している」と告げられる。
ダルタニアンと三銃士とフィリップは「 One for all,all for one 」と誓い合い、銃士隊に突撃する。ルイは銃士隊に発砲を命令するが、三銃士の伝説を崇拝する銃士たちは苦悩しながら目を固く閉じて発砲。一斉射撃が終わり一面を覆う煙が晴れると、銃士たちの姿が現れる。生きていたダルタニアンと三銃士に、銃士たちは最敬礼する。それを見たルイは、短剣でフィリップを殺そうとするが、ダルタニアンがフィリップを守り盾となり刺されてしまう。ダルタニアンは、我が子フィリップと友人たちに看取られて息を引き取る。ダルタニアンを尊敬していた副官アンドレは、ルイに刃を突きつけた。再びルイと入れ替わったフィリップは、鉄仮面を装着したルイを獄中に幽閉するように命令する。
後日。ダルタニアンの葬儀を終えた三銃士は、アンドレたち銃士隊に敬礼で見送られる。それから数年後にフィリップはルイに恩赦を与えて、田舎の屋敷に幽閉する。フィリップは、三銃士に支えられながら偉大な国王「ルイ14世」としてフランスの黄金時代を築き上げていく。

## 登場人物/キャスト
※括弧内は日本語吹替
- ルイ14世- レオナルド・ディカプリオ（草尾毅）

傲慢で際限なく派手な金遣いと民に圧制を強いる暴君。日ごろ、鍛錬をしていて腕には覚えがある。
- フィリップ-レオナルド・ディカプリオ(草尾毅)

ルイ14世の双子の弟。生まれてすぐに王宮からアラミスによって連れ出され田舎の屋敷で育てられた。その後はルイの命令で海上の牢獄に幽閉されていた。鉄仮面を付けられ不幸な境遇に落とされて、なお優しさを失わない心根の持ち主。
- アトス - ジョン・マルコヴィッチ（大塚芳忠）

元四銃士。引退して息子ラウルの成長を楽しみに生きてきたが、ルイの策謀でラウルを失う。ラストではフィリップの側近になり、父親ダルタニャンを失ったフィリップに父親として慕われる。
- アラミス - ジェレミー・アイアンズ（田中秀幸）

神父でイエズス会の指導者。ルイの命令で仕方なくフィリップに鉄仮面を付け幽閉した張本人であり、罪の意識に苦しむ。ルイの暴政を見て、フィリップと入れ替える計画を立てる。
- ポルトス - ジェラール・ドパルデュー（銀河万丈）

現在は引退し放蕩した生活を送る。尿路結石やアルコール中毒にインポテンツの持病を持つ。酒と女にだらしない下品な性格の三枚目だが剛力と騎士の魂は失っていない。
- ダルタニアン - ガブリエル・バーン（津嘉山正種）

四銃士の最年少。銃士隊隊長。実はルイ14世の真の父親。アンヌ王妃へ永遠の愛を捧げる。アトスの「どんな人間でも善性を信じろ」との教えを信じ、息子であるルイを身を挺して守ってきた。最後はルイからフィリップをかばい、刃を背中に受けて、実の息子と三銃士に看取られながら息を引き取る。
- アンヌ王妃 - アンヌ・パリロー（寺内よりえ）

ルイ14世とフィリップの母親。若き日にダルタニアンと愛し合い双子の王子を産む。ダルタニアンを苦しめたくなく、双子だったと隠していた。赤ん坊の時に手放したフィリップの身を案じていた。
- クリスティーヌ - ジュディット・ゴドレーシュ（相沢恵子）

ラウルの婚約者だったが、ラウル戦死後は病気の妹と母親のためにルイ14世の愛妾となる。それを見越していたラウルは「自分を責めるな」という手紙を戦地から送っており、クリスティーヌは自室から飛び降りて首を吊り自殺した。
- ラウル - ピーター・サースガード（鳥海勝美）

アトスの息子でクリスティーヌの婚約者。ルイの命令で前線に送られ、砲撃の正面に立たされ謀殺される。自らの死を予見しクリスティーヌに手紙を遺す。
- アンドレ - エドワード・アタートン（長島雄一）

銃士隊の副官。ダルタニャンを尊敬している。ルイ14世の命令でダルタニアンの行動を報告していた。
- 宮廷顧問 - ヒュー・ローリー（青山穣）